# برص خشن الجلد
برص خشن الجلد (الاسم العلمي: Tarentola mauritanica) (بالإنجليزية: Moorish wall gecko) أو (بالإنجليزية: Crocodile Gecko) ، هو نوع ينتمي إلى (فصيلة: Gekkonidae) .